# Киево-Белзский путь
Ки́ево-Бе́лзский путь — древнерусский торговый путь, соединявший в XII-XIV веках Киев с центром удельного Белзского княжества, городом Белз, а также Центральной Европой.

## Маршруты
Один из маршрутов начинался в Киеве и шёл по Белгородскому гостинцу на Белгород-Киевский, Ярополч (сейчас село Яроповичи Андрушевского района Житомирской области), Котельницу (сейчас село Старая Котельня Андрушевского района Житомирской области), Колодяжин, Полонный (сейчас город Полонное), Изяславль (сейчас село Городище Шепетовского района Хмельницкой области), а оттуда одной веткой через Шумск, Кременец, Плеснеск, Олеско; второй веткой через Острог, Данилов, Дубен (сейчас город Дубно), Перемиль и достигал города Белза.
От Белза далее на запад вёл шлях, пролегающий через переход на Расточье, городище Ворота (вблизи современного села Вороблячин Яворивского района Львовской области) в Ярослав, Ряшев (сейчас город Жешув), а далее в Краков (все три города в современной Польше), Прагу (столицу современной Чехии) и Регенсбург (современная Федеральная земля Бавария в Германии).